# Franciscanos
Franciscanos refere-se a um grupo de ordens religiosas mendicantes relacionadas inicialmente dentro da Igreja Católica, fundado em 1209 por Francisco de Assis. Entre elas incluem-se a Ordem dos Frades Menores, a Ordem de Santa Clara e a Terceira Ordem de São Francisco. Eles aderem aos ensinamentos e disciplinas espirituais do fundador e de seus principais associados e seguidores, como Clara de Assis, Antônio de Pádua e Isabel da Hungria, entre muitos outros.
Francisco começou a pregar por volta de 1207. Ele viajou para Roma para buscar a aprovação do Papa Inocêncio III em 1209 para a formação de uma nova ordem religiosa. A Regra de São Francisco original aprovada pelo Papa não permitia a posse de propriedade, exigindo que seus membros implorassem por comida enquanto pregavam. A austeridade pretendia imitar a vida e o ministério de Jesus Cristo. 
Os franciscanos viajavam e pregavam pelas ruas, enquanto se hospedavam nas propriedades da igreja. Santa Clara, sob a orientação de Francisco, fundou as Clarissas (Ordem de Santa Clara) em 1212, que continua sendo uma Segunda Ordem dos Franciscanos. A extrema pobreza exigida dos membros diminuiu na revisão final da Regra, em 1223. O grau de observância exigido dos membros permaneceu uma importante fonte de conflito dentro da ordem, resultando em numerosas secessões.
A Ordem dos Frades Menores, anteriormente conhecida como ramo "Observante", é uma das três primeiras da Igreja Católica, sendo as outras os "Conventuais" (formada em 1517) e "Capuchinhos" (1520). A Ordem dos Frades Menores, em sua forma atual, é o resultado de uma amálgama de várias ordens menores, concluída em 1897 pelo Papa Leão XIII. As duas últimas, os Capuchinhos e Conventuais, permanecem institutos religiosos distintos dentro da Igreja Católica, observando a Regra de São Francisco com ênfases diferentes. Franciscanos Conventuais são por vezes referidos como minoritas ou greyfriars (frades cinzas) por conta da cor de seus hábitos. Na Polônia e na Lituânia eles são conhecidos como "Bernardinos", segundo Bernardino de Siena, embora o termo em outros lugares se refira aos cistercienses.

## Nome e dados demográficos
O nome da ordem original, Ordo Fratrum Minorum (Frades Menores, literalmente "Ordem dos Irmãos Menores") decorre da rejeição da extravagância por Francisco de Assis, que era filho de um rico comerciante de tecidos, mas desistiu deixar sua riqueza para buscar sua fé mais plenamente. Ele cortou todos os laços que restavam com sua família e seguiu vivendo em solidariedade com seus "irmãos em Cristo." Francisco adotou a túnica simples usada pelos camponeses como o hábito religioso de sua ordem e fez com que outros que desejassem se juntar a ele fizessem o mesmo. Assim formou a Ordem dos Frades Menores originais. A organização moderna dos Frades Menores compreende três famílias ou grupos separados, cada um considerado uma ordem religiosa por direito próprio, sob seu ministro geral e um tipo particular de governo. Todos eles vivem de acordo com um corpo de regulamentos conhecido como "Regra de São Francisco".

### Primeira ordem
A Primeira Ordem ou a Ordem dos Frades Menores são comumente chamadas simplesmente de "franciscanos". Esta é uma ordem religiosa mendicante de homens, alguns dos quais remontam sua origem a Francisco de Assis. O nome latino oficial é Ordo Fratrum Minorum. São Francisco se referiu a seus seguidores como "Fraticelli", que significa "Irmãozinho". Os irmãos franciscanos são chamados informalmente frades ou minoritários.
A organização moderna dos Frades Menores compreende três famílias ou grupos separados, cada um considerado uma ordem religiosa por direito próprio, sob seu próprio ministro geral e um tipo particular de governo. Todas elas vivem de acordo com um corpo de regulamentos conhecido como Regra de São Francisco. Essas são:
- A Ordem dos Frades Menores, também conhecida como Observantes, é comumente chamada de Frades Franciscanos,[6] nome oficial: Frades Menores (OFM);[8]
- A Ordem dos Frades Menores Capuchinhos ou simplesmente Capuchinhos,[6] nome oficial: Frades Menores Capuchinhos (OFM Cap.);[8]
- A Ordem dos Frades Menores Conventuais ou minoritários,[6] nome oficial: Frades menores conventuais "(OFM Conv.).[8]

### Segunda ordem
A Segunda Ordem, mais comumente chamada Clarissas Pobres nos países de língua inglesa, consiste em irmãs religiosas. A ordem é chamada de Ordem de Santa Clara (OSC), mas no século XIII, antes de 1263, essa ordem era conhecida como "As Pobres Senhoras", "As Pobres Freiras Enclausuradas" e "A Ordem de San Damiano".

### Terceira ordem
A terceira ordem franciscana, conhecida como Terceira Ordem de São Francisco, tem muitos homens e mulheres membros, separados em dois ramos principais:
- A Ordem Franciscana Secular, OFS, originalmente conhecida como Irmãos e Irmãs da Penitência ou Terceira Ordem da Penitência, tenta viver os ideais do movimento em suas vidas diárias fora de institutos religiosos;
- Os membros da Terceira Ordem Regular (TOR) vivem em comunidades religiosas sob os votos religiosos tradicionais. Eles cresceram fora da Ordem Franciscana Secular.

O Annuario Pontificio de 2013 forneceu os seguintes números para a composição das principais ordens franciscanas masculinas:
- Ordem dos Frades Menores (OFM): 2 212 comunidades; 14 123 membros; 9 735 padres;
- Ordem Franciscana dos Frades Menores Conventuais (OFM Conv.): 667 comunidades; 4 289 membros; 2 921 padres;
- Ordem Franciscana dos Frades Menores Capuchinhos (OFM Cap.): 1 633 comunidades; 10 786 membros; 7 057 sacerdotes;
- Terceira Ordem Regular de São Francisco (TOR): 176 comunidades; 870 membros; 576 padres.

O brasão de armas que é um símbolo universal dos franciscanos "contém a cruz tau, com dois braços cruzados: a mão direita de Cristo com o ferimento de prego e a mão esquerda de Francisco com a ferida do estigma".

## História

### Inícios
Um sermão que Francisco ouviu em 1209 sobre Mateus 10:9 impressionou-o tanto que decidiu dedicar-se inteiramente a uma vida de pobreza apostólica. Vestido com uma roupa áspera, com os pés descalços e, seguindo  o preceito evangélico, sem cajado ou alforje, ele começou a pregar o arrependimento.
Logo se juntou a ele um importante cidadão da cidade, Bernardo de Quintavalle, que contribuiu com tudo o que tinha para o trabalho, e outros companheiros, que dizem ter atingido o número de onze em um ano. Os irmãos moravam na colônia de leprosos deserta de Rivo Torto, perto de Assis; mas passavam grande parte do tempo viajando pelos distritos montanhosos da Úmbria, sempre alegres e cheios de canções, mas causando uma profunda impressão em seus ouvintes por suas sinceras exortações. A vida deles era extremamente ascética, embora aparentemente essas práticas não tenham sido prescritas pela primeira regra que Francisco lhes deu (provavelmente em 1209), que parece não ter sido mais do que uma coleção de passagens das Escrituras enfatizando o dever da pobreza.

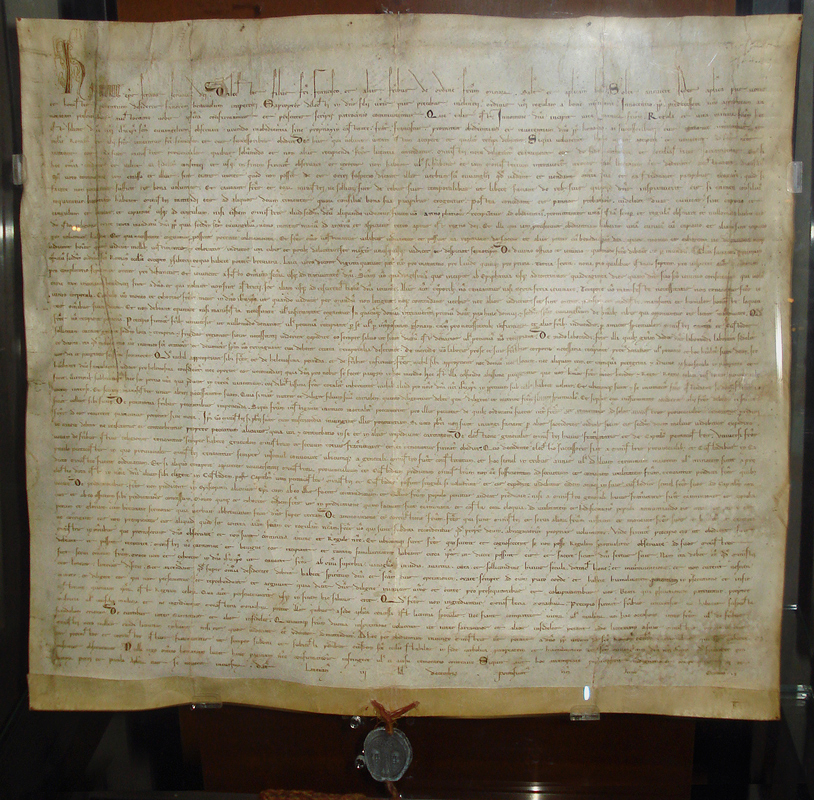
Regula bullata, regra confirmada pelo Papa Honório III

Apesar de algumas semelhanças entre esse princípio e algumas das ideias fundamentais dos seguidores de Pedro  Valdo, a irmandade de Assis conseguiu obter a aprovação do Papa Inocêncio III. O que parece ter impressionado primeiro o bispo de Assis, Guido, depois o cardeal Giovanni di San Paolo e, finalmente, o próprio Inocêncio, foi sua lealdade total à Igreja e ao clero. Inocêncio III não foi apenas o papa que reinou durante a vida de São Francisco de Assis, mas também foi responsável por ajudar a construir a igreja que Francisco estava sendo chamado a reconstruir. Inocêncio III e o Quarto Concílio Laterano ajudaram a manter a igreja na Europa. Inocente provavelmente viu neles uma possível resposta ao seu desejo de uma força de pregação ortodoxa para combater a heresia. Muitas lendas se agruparam em torno da audiência decisiva de Francisco com o papa. O relato realista de Mateus de Paris, segundo o qual o papa originalmente enviou o santo esfarrapado aos porcos ('vá, irmão, procure alguns porcos... e role na lama com eles.'), e que só reconheceu seu verdadeiro valor por sua pronta obediência, tem, apesar de sua improbabilidade, um certo interesse histórico, pois mostra o antipatia natural do monasticismo beneditino mais antigo às ordens mendicantes plebeias. O grupo foi tonsurado e Francisco foi ordenado diácono, permitindo-lhe proclamar passagens do evangelho e pregar nas igrejas durante a missa.

### Os últimos anos de Francisco
Francisco teve que sofrer com as dissensões mencionadas e com a transformação que elas efetuaram na constituição original da irmandade, tornando-a uma ordem regular sob estrita supervisão de Roma. Exasperado com as exigências de dirigir uma Ordem crescente e fragmentada, Francisco pediu ajuda ao Papa Honório III em 1219. Foi-lhe designado o cardeal Ugolino como protetor da Ordem pelo papa. Francisco cedeu a administração diária da Ordem às mãos de outros, mas manteve o poder de moldar a legislação da Ordem, escrevendo uma Regra em 1221 que ele revisou e aprovou em 1223. Depois de cerca de 1223, o dia-a-dia da Ordem estava nas mãos do irmão Elias de Cortona, um frade capaz que seria eleito líder dos frades alguns anos após a morte de Francisco (1226), mas suscitou muita oposição por causa de seu estilo de liderança autocrática. Ele planejou e construiu a Basílica de São Francisco de Assis, na qual São Francisco está enterrado, um edifício que inclui a confraria Sacro Convento, ainda hoje o centro espiritual da Ordem.

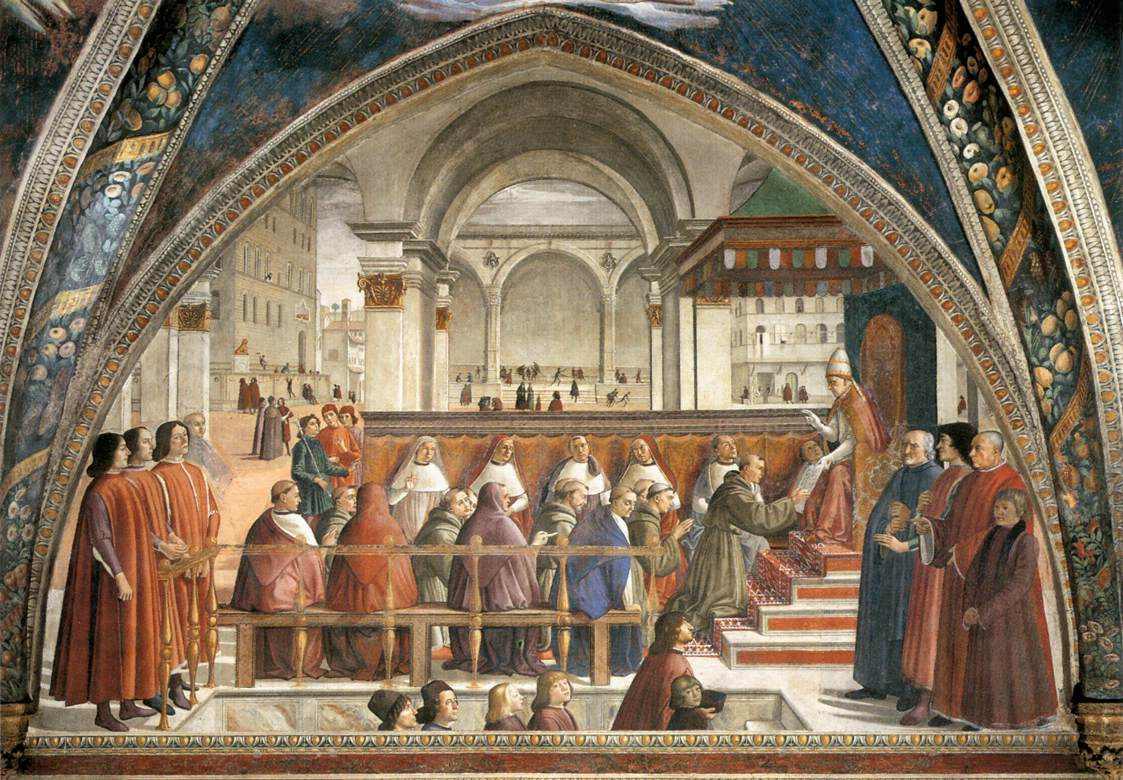
A Confirmação da Regra Franciscana, por Domenico Ghirlandaio (1449-1494), Capella Sassetti, Florença

Nos sucessos externos dos irmãos, como foram relatados nos capítulos gerais anuais, havia muito a encorajar Francisco. Caesarius de Speyer, o primeiro provincial alemão, um zeloso defensor do princípio estrito de pobreza do fundador, começou em 1221 em Augsburg, com vinte e cinco companheiros, a ganhar para a Ordem a terra regada pelo Reno e pelo Danúbio. Em 1224, Agnelo de Pisa  liderou um pequeno grupo de frades para a Inglaterra. O ramo da Ordem que chegou à Inglaterra ficou conhecido como "greyfriars". Começando em Greyfriars, em Canterbury, a capital eclesiástica, eles se mudaram para Londres, a capital política, e Oxford, a capital intelectual. Dessas três bases, os franciscanos se expandiram rapidamente para abraçar as principais cidades da Inglaterra.

#### Dissensões durante a vida de Francisco
A controvérsia sobre como seguir a vida evangélica da pobreza, que se estende pelos três primeiros séculos da história franciscana, começou na vida do fundador. Os irmãos ascetas Mateus de Narni e Gregório de Nápoles, sobrinho de Ugolino eram os dois vigários gerais a quem Francisco confiara a direção da ordem durante sua ausência, realizada em um capítulo que mantiveram regras mais rígidas em relação ao jejum e à recepção de esmolas, que realmente se afastavam do espírito da regra original. Em seu retorno, Francisco não demorou muito tempo para suprimir essa tendência insubordinada, mas teve menos sucesso em relação a outra de natureza oposta que logo surgiu. Elias de Cortona originou um movimento para o aumento da consideração mundana da Ordem e a adaptação de seu sistema aos planos da hierarquia que conflitavam com as noções originais do fundador e ajudavam a provocar as sucessivas mudanças na regra já descrita. Francisco não estava sozinho em oposição a essa tendência frouxa e secularizante. Pelo contrário, a parte que se apegou às suas visões originais e após sua morte levou seu "Testamento" como guia, conhecidos como Observantistas ou Zelanti era pelo menos igual em número e atividade aos seguidores de Elias. O conflito entre os dois durou muitos anos e os Zelanti conquistaram várias vitórias notáveis, apesar do favor mostrado a seus oponentes pela administração papal, até que finalmente a reconciliação dos dois pontos de vista foi considerada impossível e a ordem foi realmente dividida em duas.

#### Custódia da Terra Santa
Após uma intensa atividade apostólica na Itália, em 1219, Francisco foi ao Egito com a Quinta Cruzada para anunciar o Evangelho aos sarracenos. Ele se encontrou com o sultão Malik al-Kamil, iniciando um espírito de diálogo e entendimento entre o cristianismo e o islamismo. A presença franciscana na Terra Santa começou em 1217, quando a província da Síria foi estabelecida, com o irmão Elias como ministro. Em 1229, os frades tinham uma pequena casa perto da quinta estação da Via Dolorosa. Em 1272, o sultão Baibars permitiu que os franciscanos se estabelecessem no Cenáculo no Monte Sião. Mais tarde, em 1309, eles também se estabeleceram no Santo Sepulcro e em Belém. Em 1335, o rei de Nápoles, Roberto  de Anjou (em italiano:  Roberto d'Angiò) e sua esposa Sancha de Maiorca (em italiano:  Sancia di Maiorca) comprou o Cenáculo e deu-o aos franciscanos. O Papa Clemente VI, pelas Bulas "Gratias agimus" e "Nuper charissimae" (1342), declarou os franciscanos como guardiões oficiais dos Lugares Santos em nome da Igreja Católica.
A Custódia Franciscana da Terra Santa ainda está em vigor hoje.

### Desenvolvimento após a morte de Francisco

#### Desenvolvimento até 1239

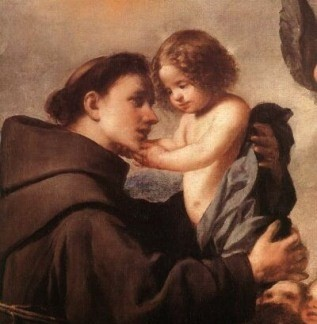
Antônio de Pádua (c. 1195–1231) com o Menino Jesus, pintura de Antonio de Pereda (c. 1611–1678)

Quando o Capítulo Geral não pôde concordar com uma interpretação comum da Regra de 1223, enviou uma delegação, incluindo Santo Antônio de Pádua, ao Papa Gregório IX, para uma interpretação autêntica deste pedaço da legislação papal. A bula Quo elongati de Gregório IX declarou que o Testamento de São Francisco não era juridicamente vinculativo e ofereceu uma interpretação da pobreza que permitiria que a Ordem continuasse a se desenvolver. O primeiro líder do partido estrito foi o irmão Leo, testemunha do êxtase de Francisco no Monte Alverno e autor do Speculum perfectionis, uma forte polêmica contra o partido frouxo. Ao lado dele veio Giovanni Parenti, o primeiro sucessor de Francisco na chefia da Ordem. Em 1232, Elias o sucedeu e, sob ele, a Ordem desenvolveu significativamente seus ministérios e presença nas cidades. Muitas casas novas foram fundadas, especialmente na Itália, e em muitas delas foi dada especial atenção à educação. Os assentamentos um pouco anteriores de professores franciscanos nas universidades (em Paris, por exemplo, onde Alexandre de Hales estava ensinando) continuaram a se desenvolver. Contribuições para a promoção do trabalho da Ordem, e especialmente a construção da Basílica em Assis, foram abundantes. Os fundos só podiam ser aceitos em nome dos frades para necessidades reais determinadas e iminentes que não podiam ser providas pela mendicância. Gregório IX, em Quo elongati, autorizou agentes da Ordem a terem  custódia de tais fundos, onde eles não poderiam ser gastos imediatamente. Elias perseguiu com grande severidade os principais líderes da oposição, e até Bernardo di Quintavalle, o primeiro discípulo do fundador, foi obrigado a esconder-se durante anos na floresta de Monte Sefro.
Santa Clara de Assis, a quem São Francisco viu como sua "filha pequena" e que agora é considerada a fundadora das Clarissas, apoiou Elias consistentemente como refletindo fielmente a mente de São Francisco.

#### 1239-1274

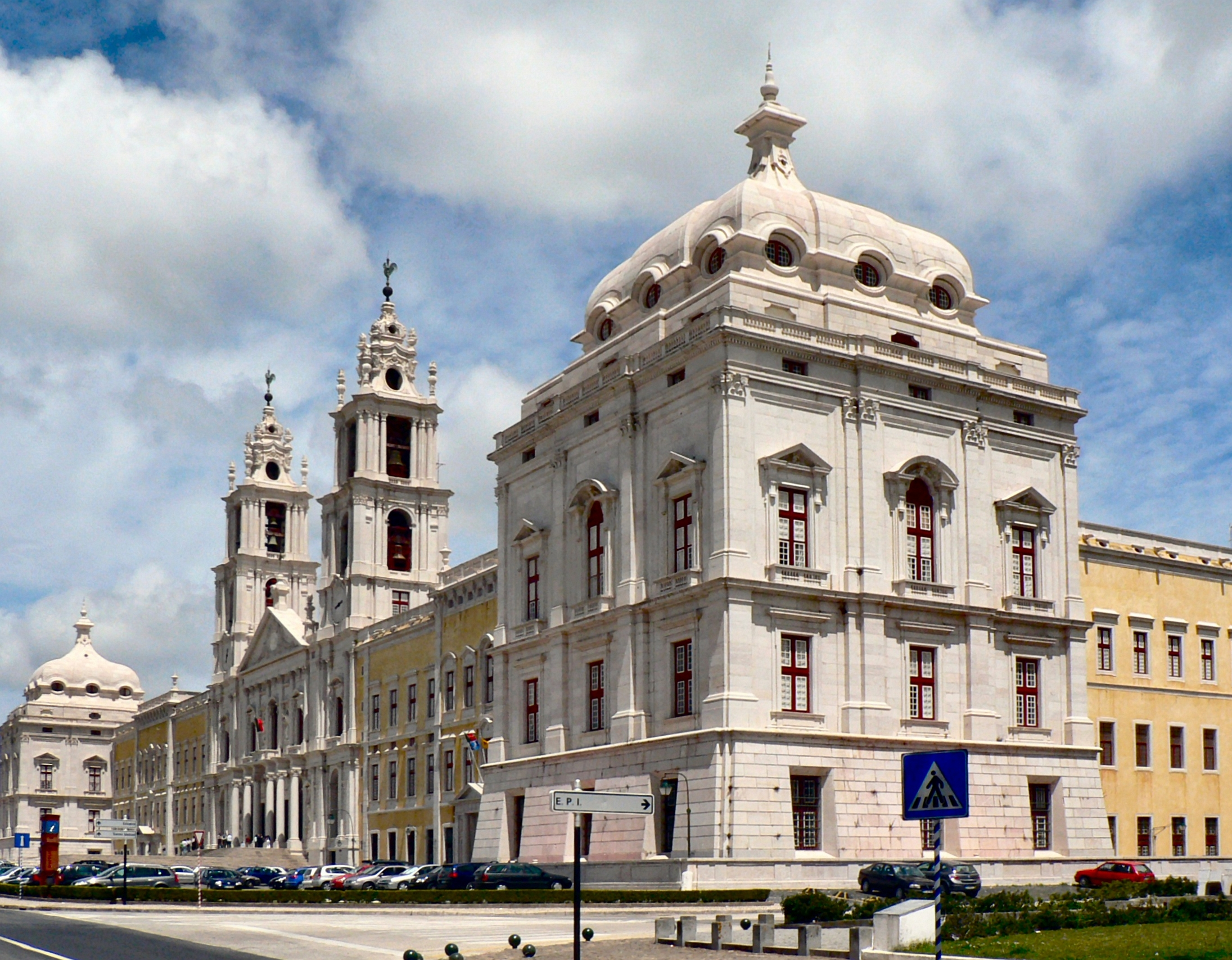
Um convento franciscano em Mafra em Portugal

Elias governou a Ordem do centro, impondo sua autoridade às províncias (como Francisco). Uma reação a esse governo centralizado foi conduzida pelas províncias da Inglaterra e Alemanha. No capítulo geral de 1239, realizado em Roma sob a presidência pessoal de Gregório IX, Elias foi deposto em favor de Alberto de Pisa, o ex-provincial da Inglaterra, um observante moderado. Este capítulo introduziu os Estatutos Gerais para governar a Ordem e transferiu o poder do Ministro Geral para os Ministros provinciais presentes no capítulo. Os próximos dois ministros gerais, Haymo de Faversham (1240-1244) e Crescêncio de Jesi (1244-1247), consolidaram essa maior democracia na Ordem, mas também levaram a Ordem a uma maior clericalização. O novo Papa Inocente IV os  apoiou nisso. Em uma bula de 14 de novembro de 1245, esse papa até sancionou uma extensão do sistema de agentes financeiros e permitiu que os fundos fossem usados não apenas para as coisas que eram necessárias para os frades, mas também para as que eram úteis.
O partido Observantista se opôs fortemente a essa decisão e agitou com tanto sucesso contra o ministro geral  negligente que, em 1247, em um capítulo realizado em Lion, França - onde Inocêncio IV residia na época - ele foi substituído pelo estrito observante João de Parma (1247–57) e a Ordem se recusou a implementar quaisquer disposições de Inocêncio IV que fossem mais flexíveis do que as de Gregório IX.

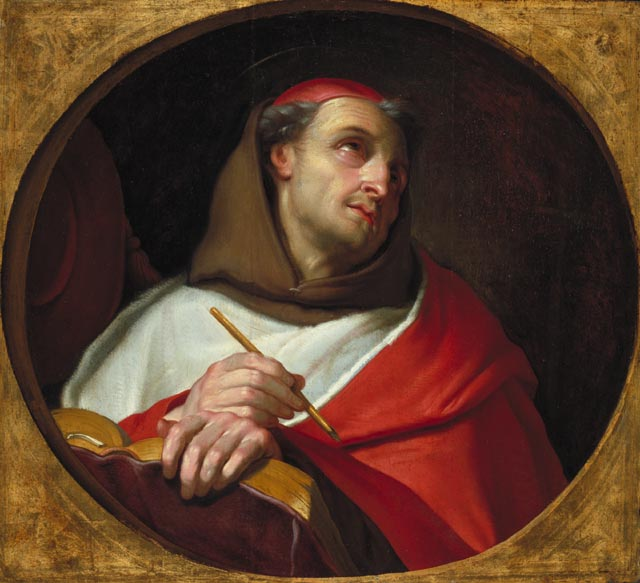
Boaventura (1221–1274), pintura de Claude François (c. 1650–1660)

Elias, que havia sido excomungado e levado sob a proteção de Frederico II, agora era forçado a desistir de toda esperança de recuperar seu poder na Ordem. Ele morreu em 1253, após ter conseguido o afastamento de suas censuras. Sob João de Parma, que gozava do favor de Inocêncio IV e do Papa Alexandre IV, a influência da Ordem foi notadamente aumentada, especialmente pelas provisões do último papa em relação à atividade acadêmica dos irmãos. Ele não apenas sancionou os institutos teológicos nas casas franciscanas, mas fez todo o possível para apoiar os frades na controvérsia mendicante, quando os mestres seculares da Universidade de Paris e os bispos da França se uniram para atacar as ordens mendicantes. Foi devido à ação dos enviados de Alexandre IV, que foram obrigados a ameaçar as autoridades da universidade com excomunhão, que o grau de doutor em teologia foi finalmente concedido ao dominicano Tomás de Aquino e ao franciscano Boaventura (1257), que anteriormente eram capazes de lecionar apenas como licenciados.
O franciscano Gerardo de Borgo San Donnino, nessa época, publicou um tratado joaquimita e João de Parma era visto como favorável à teologia condenada de Joaquim de  Fiore. Para proteger a Ordem de seus inimigos, João foi forçado a renunciar e recomendou Boaventura como seu sucessor. Boaventura viu a necessidade de unificar a Ordem em torno de uma ideologia comum e ambos escreveram uma nova vida do fundador e coletaram a legislação da Ordem nas Constituições de Narbonne, assim chamadas porque foram ratificadas pela Ordem em seu capítulo realizado em Narbonne, na França, em 1260. No capítulo de Pisa, três anos depois, a Legenda maior de Boaventura foi aprovada como a única biografia de Francisco e todas as biografias anteriores foram ordenadas a serem destruídas. Boaventura governou (1257–74) em espírito moderado, representado também por várias obras produzidas pela ordem em sua época - especialmente pela Expositio regulae escrita por Davi de Augsburgo, logo após 1260.

### Século XIV
Ver também: Franciscanos espirituais - Questão da Pobreza Apostólica

#### 1274–1300
O sucessor de Boaventura, Jerônimo de Ascoli ou Girolamo Masci (1274-79), (o futuro Papa Nicolau IV), e seu sucessor, Bonagratia de Bolonha (1279-1285), também seguiram um curso intermediário. Medidas severas foram tomadas contra certos Espirituais extremos que, com base no boato de que o Papa Gregório X pretendia, no Concílio de Lyon (1274–75), forçar as ordens mendicantes a tolerar a posse de propriedade, ameaçaram o papa e o conselho com a renúncia à lealdade. Foram feitas tentativas, no entanto, para satisfazer as demandas razoáveis do partido  Espiritual, como na bula Exiit qui seminat do Papa Nicolau III (1279), que declarou o princípio da pobreza completa meritório e santo, mas interpretou-o no modo de uma distinção um tanto sofística entre posse e usufruto. A bula foi recebida respeitosamente por Bonagratia e pelos dois ministros gerais seguintes, Arlotto de Prato (1285-1287) e Mateus de Aqua Sparta (1287-1289); mas o partido Espiritual, sob a liderança do aluno boaventurano e  apocalíptico Pierre Jean Olivi, considerou suas provisões para a dependência dos frades sob o papa e a divisão entre irmãos ocupados em trabalhos manuais e os empregados em missões espirituais como uma corrupção dos princípios fundamentais da ordem. Eles não foram conquistados pela atitude conciliatória do próximo ministro geral Raymond Gaufredi (1289-1296) e do papa franciscano Nicolau IV  (1288-92). A tentativa feita pelo próximo papa, Celestino V, um velho amigo da ordem, de acabar com o conflito, unindo o partido Observantista com sua própria ordem de eremitas (veja Celestinos) dificilmente teve mais sucesso. Apenas uma parte dos Espirituais se uniu à nova ordem, e a secessão mal durou além do reinado do papa eremita. O  papa Bonifácio VIII anulou a base de Celestino com seus outros atos, depôs o ministro geral Raymond Gaufredi e nomeou um homem de tendência frouxa, Giovanni de Murro, em seu lugar. A seção beneditina dos celestinos foi separada da seção franciscana, e esta última foi formalmente suprimida pelo papa Bonifácio VIII em 1302. O líder dos Observantistas, Olivi, que passou seus últimos anos na casa franciscana de Tarnius e morreu em 1298, havia se pronunciado contra a atitude "Espiritual" extrema e dado uma exposição da teoria da pobreza que foi aprovada pelos Observantistas mais moderados e por muito tempo constituíram seu princípio.

#### Perseguição
Sob o Papa Clemente V (1305–1414), esse partido conseguiu exercer alguma influência nas decisões papais. Em 1309, Clemente teve uma comissão em Avignon com o objetivo de reconciliar as partes conflitantes. Ubertino de Casale, o líder, após a morte de Olivi, do partido mais rigoroso, que era membro da comissão, induziu o Concílio de Vienne a tomar uma decisão que sobretudo favorecia  seus pontos de vista, e a constituição papal Exivi de paradiso (1313) foi no geral concebida no mesmo sentido. O sucessor de Clemente, o Papa João XXII (1316–34), favoreceu o partido conventual ou laxista. Pela bula Quorundam exigit ele modificou várias disposições da constituição 'Exivi, e exigiu a submissão formal dos Espirituais. Alguns deles, encorajados pelo general fortemente observantista Miguel de Cesena, se aventuraram a disputar o direito do papa para assim lidar com as provisões de seu antecessor. Sessenta e quatro deles foram convocados para Avinhão e os mais obstinados entregues à Inquisição, quatro deles sendo queimados (1318). Pouco antes disso, todas as casas separadas dos Observantes foram suprimidas.

#### Nova controvérsia sobre a questão da pobreza

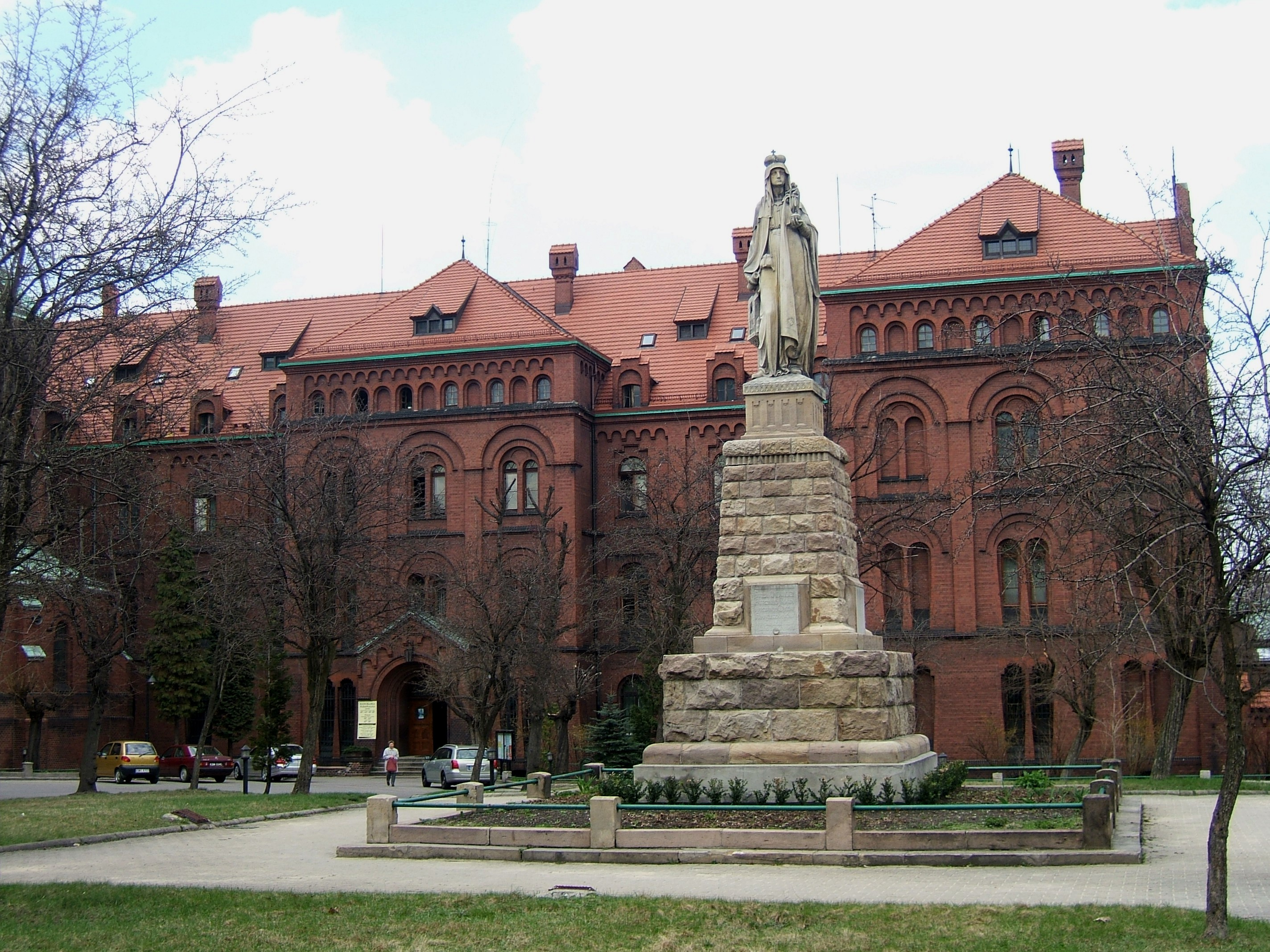
Mosteiro franciscano em Katowice, Polônia

Alguns anos depois, uma nova controvérsia, desta vez teórica, eclodiu na questão da pobreza. Em sua bula de 14 de agosto de 1279 Exiit qui seminat, Papa Nicolau III confirmou o acordo já estabelecido pelo Papa Inocêncio IV, pelo qual toda a propriedade dada aos franciscanos era investida na Santa Sé, o que dava aos frades o mero uso dela. A bula declarou que a renúncia à propriedade de todas as coisas, "tanto individualmente quanto em comum, pelo amor de Deus, é meritória e santa; Cristo, também, mostrando o caminho da perfeição, ensinou-o por palavra e confirmou-o por exemplo, e o primeiro os fundadores da Igreja militante, como o haviam retirado da própria fonte, distribuíam-no pelos canais de seus ensinamentos e vida para aqueles que desejavam viver perfeitamente".
Embora a Exiit qui seminat tenha proibido as disputas sobre seu conteúdo, as décadas seguintes viram disputas cada vez mais amargas sobre a forma de pobreza a ser observada pelos franciscanos, com os Espirituais (assim chamados porque associados à Era do Espírito que Joaquim de Fiore havia dito que começaria em 1260) lançados contra os Franciscanos Conventuais. A bula do papa Clemente V, Exivi de Paradiso de 20 de novembro de 1312 não conseguiu um acordo entre as duas facções. O sucessor de Clemente V, o Papa João XXII, estava determinado a suprimir o que considerava os excessos dos Espirituais, que lutavam avidamente pela visão de que Cristo e seus apóstolos não possuíam absolutamente nada, isoladamente ou em conjunto, e que estavam citando Exiit qui seminat em apoio à sua visão. Em 1317, João XXII condenou formalmente o grupo deles conhecido como Fraticelli. Em 26 de março de 1322, com Quia nonnunquam, ele removeu a proibição de discutir a bula de Nicolau III e contratou especialistas para examinar a ideia de pobreza com base na crença de que Cristo e os apóstolos não possuíam nada. Os especialistas discordaram entre si, mas a maioria condenou a ideia, alegando que ela condenaria o direito da Igreja de possuir bens. O capítulo franciscano realizado em Perúgia, em maio de 1322, declarou o contrário: "Dizer ou afirmar que Cristo, mostrando o caminho da perfeição, e os Apóstolos, seguindo esse caminho e dando exemplo a outros que desejavam levar a vida perfeita, não possuía nada em separado nem em comum, nem por direito de propriedade e dominium ou por direito pessoal, declaramos de forma unânime e corporativa não ser herético, mas verdadeiro e católico." Pela bula Ad conditorem canonum de 8 de dezembro de 1322, João XXII, declarando ridículo fingir que todo pedaço de comida dado aos frades e comido por eles pertencia ao papa, recusou-se a aceitar a propriedade dos bens dos franciscanos no futuro e concedeu-lhes isenção da regra que proibia absolutamente a propriedade de qualquer coisa em comum, forçando-os a aceitar a propriedade. E, em 12 de novembro de 1323, ele emitiu a bula Quum inter nonnullos que declarou "errônea e herética" a doutrina de que Cristo e seus apóstolos não tinham posses. Assim, as ações de João XXII demoliram a estrutura fictícia que dava a aparência de pobreza absoluta à vida dos frades franciscanos.
Membros influentes da ordem protestaram, como o ministro geral Miguel de Cesena, o provincial inglês William de Ockham e Bonagratia de Bérgamo. Em 1324, Louis, o Bávaro, ficou do lado dos Espirituais e acusou o papa de heresia. Em resposta ao argumento de seus oponentes de que a bula de Nicolau III Exiit qui seminat era fixa e irrevogável, João XXII emitiu a bula Quia quorundam em 10 de novembro de 1324, na qual ele declarou que não se pode inferir das palavras da bula de 1279 que Cristo e os apóstolos não tinham nada, acrescentando: "De fato, pode-se inferir que a vida evangélica vivida por Cristo e pelos  apóstolos não excluíram algumas posses em comum, pois viver 'sem propriedade' não exige que aqueles que vivem assim não tenham nada em comum." Em 1328, Miguel de Cesena foi convocado a Avignon para explicar a intransigência da Ordem ao recusar as ordens do papa e sua cumplicidade com Luís da Baviera. Miguel foi preso em Avignon, junto com Francesco d'Ascoli, Bonagratia e William of Ockham. Em janeiro daquele ano, Luís da Baviera entrou em Roma e se coroou imperador. Três meses depois, ele declarou João XXII deposto e instalou o franciscano espiritual Pietro Rainalducci como antipapa. O capítulo franciscano que foi aberto em Bolonha em 28 de maio reelegeu Miguel de Cesena, que dois dias antes havia escapado com seus companheiros de Avignon. Mas em agosto, Luís da Baviera e seu papa tiveram que fugir de Roma antes de um ataque de Robert, rei de Nápoles.  Apenas uma pequena parte da Ordem Franciscana se juntou aos oponentes de João XXII e, em um capítulo geral realizado em Paris em 1329, a maioria de todas as casas declarou sua submissão ao Papa. Com a bula Quia vir reprobus de 16 de novembro de 1329, João XXII respondeu aos ataques de Miguel de Cesena às Ad conditorem canonum, Quum inter nonnullos e Quia quorundam. Em 1330, o antipapa Nicolau V cedeu, seguido mais tarde pelo ex-ministro geral Miguael e, finalmente, pouco antes de sua morte, por Ockham.

### Congregações separadas

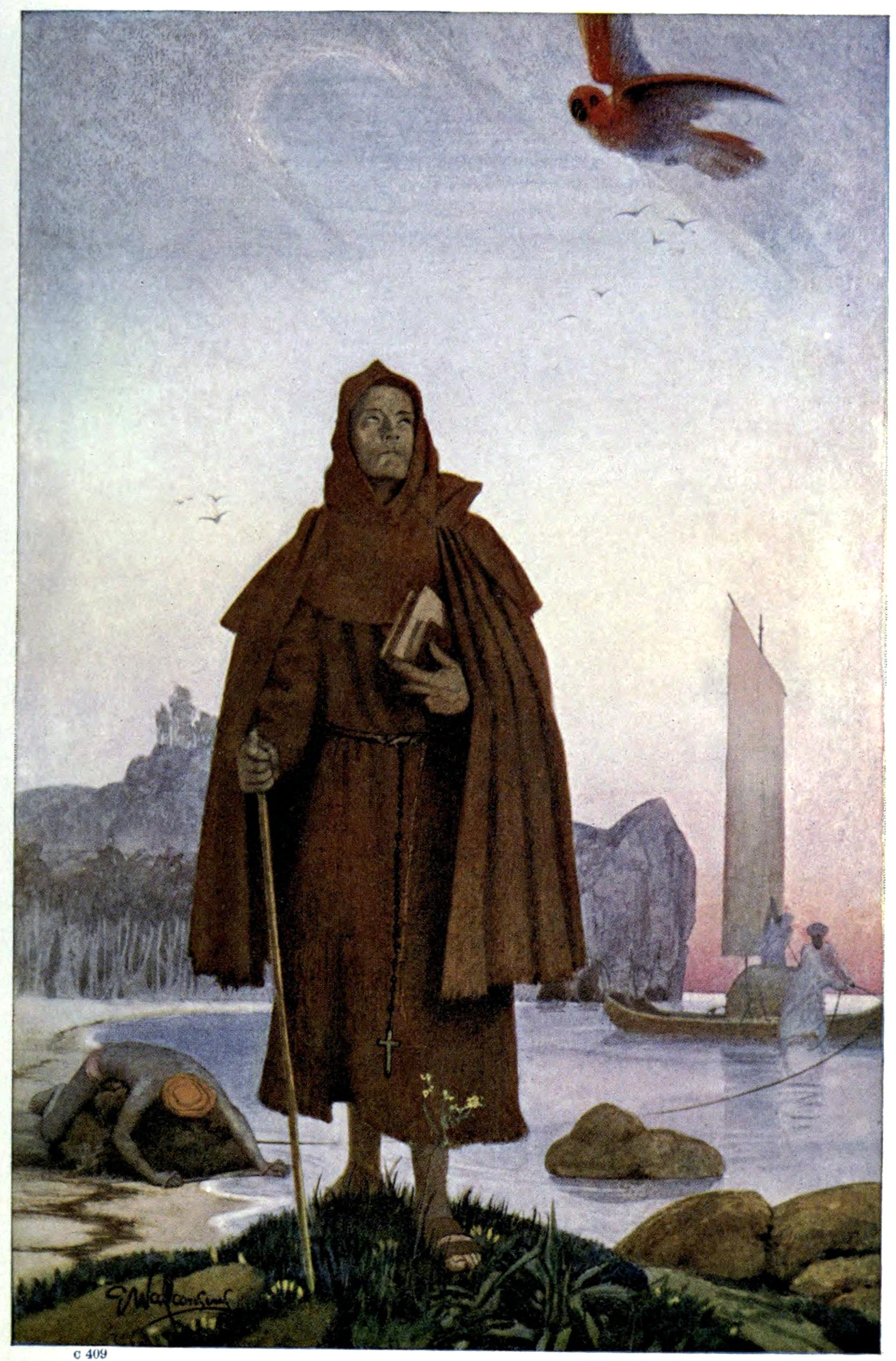
Um frade missionário cristão pousando no sul da Índia (século XIV)

De todas essas dissensões no século XIV, surgiram várias congregações separadas, ou quase seitas, para não falar dos partidos heréticos dos Begardos e Fraticelli, alguns dos quais se desenvolveram dentro da Ordem em ambos princípios eremita e cenobítico, e podem aqui ser mencionados:

#### Clareni
Os Clareni ou Clarenini, uma associação de eremitas estabelecida no rio Clareno, na marcha de Ancona, por Angelo da Clareno após a repressão dos celestinos franciscanos por Bonifácio VIII. Manteve os princípios de Olivi e, fora da Úmbria, se espalhou também no reino de Nápoles, onde Angelo morreu em 1337. Como várias outras congregações menores, foi obrigado em 1568, sob o papa Pio V, a se unir ao corpo geral de Observantistas.

#### Minoritas de Narbonne
Como uma congregação separada, originou-se através da união de várias casas que seguiram Olivi depois de 1308. Era limitada ao sudoeste da França e, sendo seus membros acusados da heresia dos Begardos, foi reprimida  pela Inquisição durante as controvérsias de João XXII.

#### Observância Rigorosa

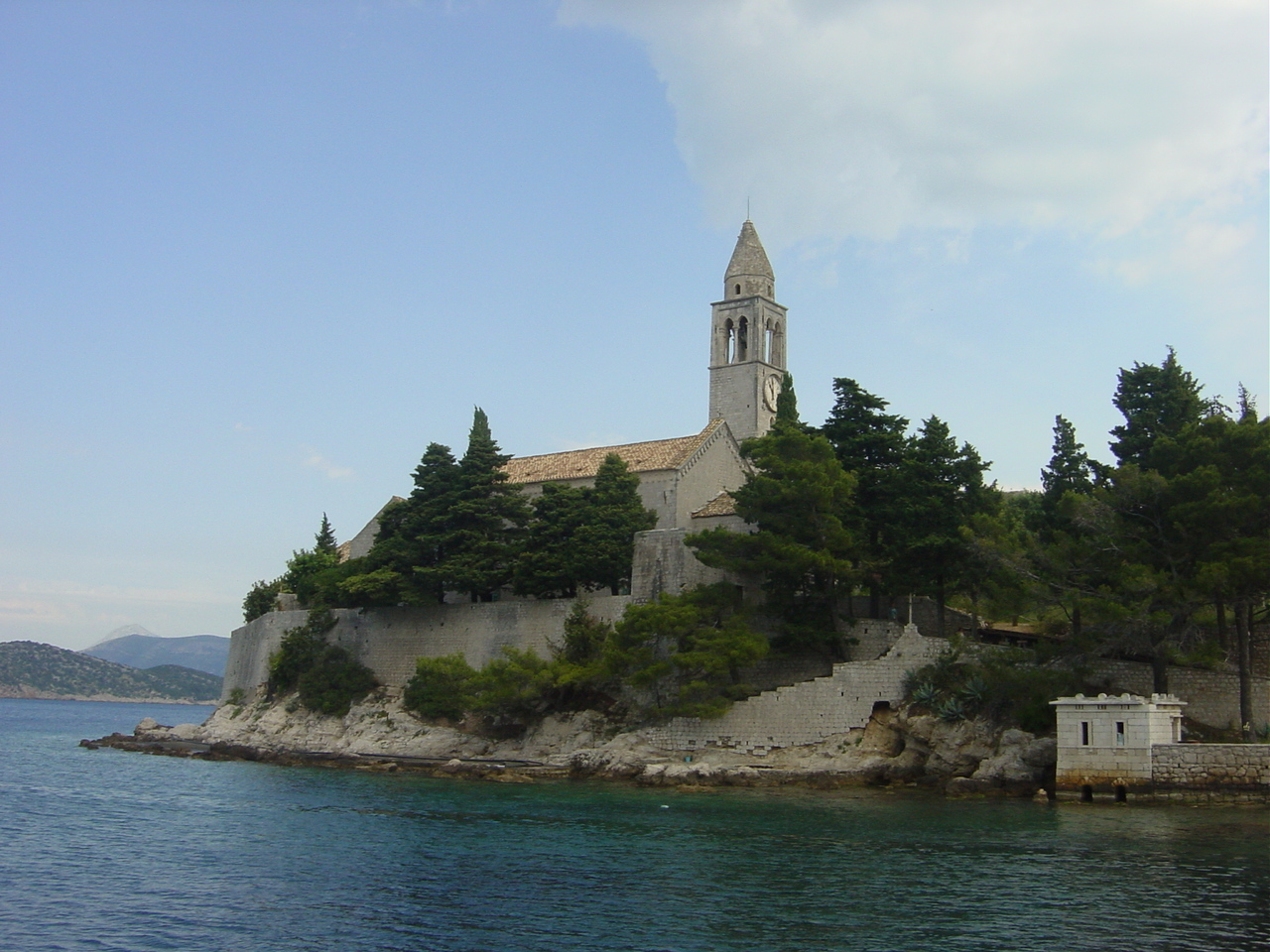
Convento franciscano em Lopud, Croácia

Em 1334, Giovanni della Valle, seguidor de Angelo Clareno e Gentile da Spoleto, com a permissão do Superior Geral Geraldo Ot, fundou no eremitério de São Bartolomeu em Brogliano, perto de Foligno, uma pequena comunidade com quatro companheiros, que pretendia restaurar a vida franciscana de acordo com o ideal do fundador.
Em 13 de dezembro de 1350, o Papa Clemente VI (1342-1352), por meio da Bula Bonorum operum, aprovou a forma de vida da comunidade de Brogliano e permitiu que outros eremitérios, da Província Franciscana da Úmbria adotassem o mesmo modo de vida, ficando essas casas independentes da jurisdição do Superior Provincial da Úmbria.
Entretanto, em 1354, portanto, após a morte de Clemente VI, a permissão concedida àqueles eremitérios foi suprimida por um Capítulo Geral Franciscano.
No dia 18 de agosto de 1355, o Papa Inocêncio VI (1352-1362) confirmou a supressão por meio da Bula Sedes.
Em 1368, o frei Paoluccio Trinci obteve uma permissão do Superior Geral Tomás de Frignano para restabelecer, no eremitério de Brogliano, a observância da regra franciscana com todo o seu rigor.
No dia 29 de julho de 1373, o Papa Gregório XI (1371-1378) permitiu que nove outros conventos nas regiões da Úmbria e da Sabina adotassem a observância rigorosa.
Em 8 de junho de 1374, Matteo d'Amelia, Superior Provincial da Úmbria, permitiu que mais três casas adotassem a observância rigorosa.
Em 1380, o Provincial da Úmbria nomeou Paoluccio como supervisor das comunidades de observância rigorosa, e, em 12 de fevereiro de 1384, permitiu que essas comunidades aceitassem noviços.
Em 13 de julho de 1388, a autoridade de Paoluccio para supervisionar as comunidades de observância rigorosa foi reconhecida pelo Superior Geral Enrico Alfieri.
Em 1391, após a morte de Paoluccio Trinci, Giovanni da Stroncone passa a ser o supervisor das comunidades de observância rigorosa.
As comunidades de observância rigorosa passaram a contar com religiosos de grande qualidade como: Bernardino de Siena, João de Capistrano, Bernardino de Feltre e Giacomo della Marca.

##### França e Espanha
Por volta de 1390, alguns frades fundaram uma comunidade de observância rigorosa em Mirambeau (França) e, posteriormente, a observância rigorosa também foi adotada por outros conventos.
O Superior Provincial de Tours tentou reprimir o movimento, mas foi contido pelo Antipapa Bento XIII (1394-1423), que, no dia 26 de abril de 1407, colocou as comunidades de observância rigorosa sob sua proteção direta.
O Antipapa Alexandre V revogou as concessões feitas às comunidades de observância rigorosa francesas, mas, em 1415, o Concílio de Constança reconheceu a total autonomia dessas comunidades dentro da ordem.
Na Espanha, as comunidades de observância rigorosa foram reconhecidas, no dia 12 de julho de 1388, pelo Papa Urbano VI (1378-1389).
A partir do Concílio de Constança, essas comunidades passaram a ter um vigário geral especial e puderam passar a legislar para seus membros.

##### Conflito entre moderados e rigorosistas
O crescimento das comunidades de observância rigorosa gerou um conflito com os franciscanos favoráveis à observância moderada.
No dia 14 de abril de 1421, o Papa Martinho V (1417-1431) recomendou que os franciscanos, reunidos no Capítulo Geral de Forlì elegessem um novo Superior Geral entre os defensores da observância rigorosa, mas a recomendação não foi aceita e foi eleito o moderado Ângelo Salvetti, que ameaçou expulsar os frades que se recusavam a se submeter aos provinciais.
Em 1430, Martinho V deu aos franciscanos novas constituições (chamadas martinianas), redigidas, principalmente, por João de Capistrano, que conteria normas consideradas aceitáveis por ambas as facções, mas a tentativa fracassou.
No dia 27 de julho de 1430, Guglielmo de Casale, o novo Superior Geral, obteve uma autorização da Santa Sé para revogar as novas regras sobre pobreza, mas, em 1431, a Bula Vinea Domini Sabaoth, do Papa Eugênio IV, amigo de João de Capistrano, revigorou as constituições martinianas, no entanto, essa Bula foi revogada no ano seguinte.
Em 22 de julho de 1438, Bernardino de Siena foi eleito vigário geral dos observadores e escolheu João de Capistrano como seu assistente.
No dia 23 de julho de 1446, o Papa Eugênio IV publicou a Bula Ut sacra Ordinis Minorum que concedeu autonomia definitiva às comunidades de observância rigorosa, apesar do fato de que seu supervisor, após a escolha pela comunidades, tinha que pedir confirmação ao ministro geral.
Essa maior autonomia permitiu que que as comunidades de observância rigorosa se expandissem para outros países, desse modo, novas comunidades surgiram na França, na Alemanha e na Holanda.
Com o apoio do Imperador Sigismundo do Sacro Império Romano-Germânico, foram construídas comunidades de observância rigorosa na Áustria e na Hungria, sob a supervisão de João de Capistrano, a quem o Papa Nicolau V (1447-1455) havia enviado em missão à Europa Central. Também foram criadas comunidades de observância rigorosa na Boêmia e na Polônia.
No dia 2 de fevereiro de 1456, o Papa Calisto III (1455-1458), publicou a Bula Illius cuius in pace, alterou as constituições franciscanas para que os rigorosistas pudessem intervir na eleição do Superior Geral, a quem caberia nomear o o supervisor geral vigário geral das comunidades de observância rigorosa. Essa alteração desagradou a ambas as facções e teve que ser revista.
No final da Idade Média, já existiam cerca de 1 400 comunidades de observância rigorosa, o que representava quase metade de todos os franciscanos.

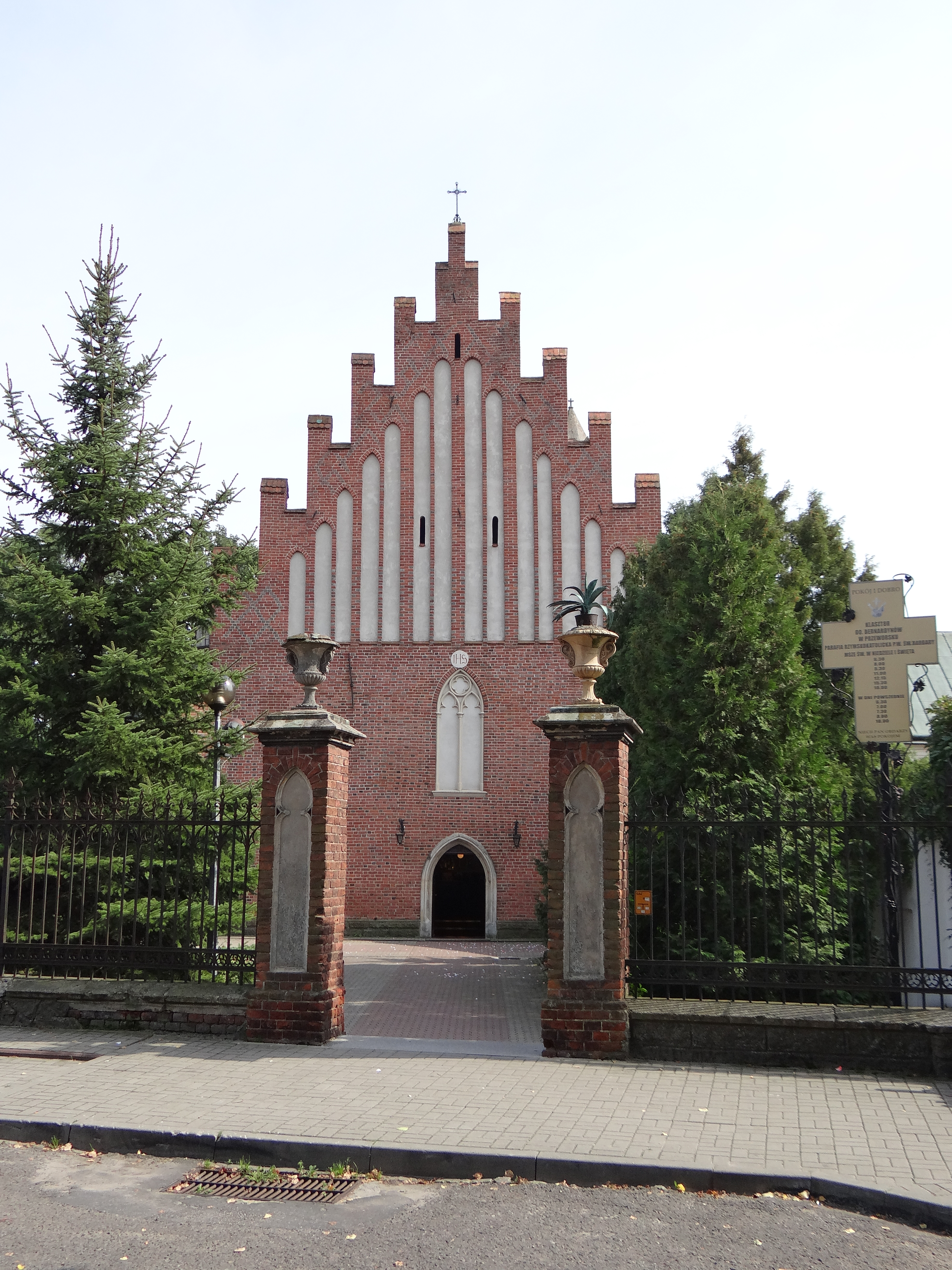
Igreja Franciscana do século XV em Przeworsk, Polônia

No dia 29 de maio de 1517, o Papa Leão X publicou a Bula Ite vos (também chamada como Bulla separationis), que separou definitivamente as duas congregações.
A partir desse momento, as comunidades de observância rigorosa passaram a ter o direito de eleger o Superior Geral. Esse grupo, por aderir mais estreitamente aos propósitos do fundador, foi autorizado a reivindicar uma certa superioridade sobre os Conventuais. O general observante (eleito agora por seis anos, não vitalício) herdou o título de "Ministro Geral da Ordem Toda de São Francisco" e foi-lhe concedido o direito de confirmar a escolha de um chefe para os conventuais, que era conhecido como "Mestre Geral dos Frades Menores Conventuais" — embora esse privilégio nunca tenha se tornado praticamente operativo.

## Franciscanos e a Inquisição
Por volta de 1236, o Papa Gregório IX nomeou os franciscanos, juntamente com os dominicanos, como inquisidores. Os franciscanos estiveram envolvidos em atividades anti-heréticas desde o início, simplesmente pregando e agindo como exemplos vivos da vida evangélica. Como inquisidores oficiais, eles foram autorizados a usar tortura para extrair confissões, conforme aprovado por Inocêncio IV em 1252. Os franciscanos se envolveram na tortura e nos julgamentos de hereges e bruxas durante a Idade Média e escreveram seus próprios manuais para orientar os inquisidores, como o Codex Casanatensis do século XIV, para uso dos inquisidores na Toscana.

## Organizações contemporâneas

### Primeira ordem

#### Ordem dos Frades Menores
A Ordem dos Frades Menores tem 1 500 casas em cerca de 100 províncias e Custodiae, com cerca de 16 mil membros. Em 1897, as distinções entre Observantes, Descalços (Alcantarinos), Recoletos e Riformati foram dissolvidas pelo Papa Leão XIII e unidas sob constituições gerais. Os capuchinhos e os conventuais queriam que os observantes reunidos fossem referidos como a Ordem dos Frades Menores da União Leonina. Em vez disso, eles foram chamados simplesmente de Ordem dos Frades Menores. Apesar das tensões causadas por essa união  forçada, a Ordem cresceu de 1897 para atingir um pico de 26 mil membros na década de 1960, antes de declinar a partir da década de 1970. A Ordem é chefiada por um Ministro Geral, que desde 2003 foi o Padre José Rodríguez Carballo. No entanto, no sábado, 6 de abril de 2013, o Papa Francisco, em sua primeira nomeação para um cargo sênior na Cúria Romana, nomeou Padre Carballo como Arcebispo Titular de Belcastro e Secretário, ou vice-superior, da Congregação para os Institutos de Vida Consagrada e Sociedades da Vida Apostólica (a Congregação para os Religiosos). A vaga criada na Ordem foi resolvida quando o Padre Michael Anthony Perry foi eleito Ministro Geral em maio de 2013 e a nomeação confirmada pelo Papa Francisco.

#### Ordem dos Frades Menores Conventuais
Os Franciscanos Conventuais consistem em 290 casas em todo o mundo, com um total de quase 5000 frades. Eles experimentaram crescimento neste século em todo o mundo. Eles estão localizados na Itália, Estados Unidos, Canadá, Austrália e em toda a América Latina e África. Eles são os maiores em número na Polônia por causa do trabalho e inspiração de São Maximiliano Kolbe.

#### Ordem dos Frades Menores Capuchinhos

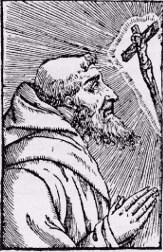
Bernardino Ochino (1487–1564), co-fundador da Ordem Capuchinha

A Ordem dos Frades Menores Capuchinhos é o ramo mais jovem dos franciscanos, fundado em 1525 por Matteo Serafini (Matteo Bassi, Matteo da Bascio), um frade observante, que se sentiu chamado a uma observância ainda mais rigorosa da austeridade franciscana para estar mais próxima do original intenções de São Francisco. Graças ao apoio da Corte Papal, o novo ramo recebeu reconhecimento cedo e cresceu rapidamente, primeiro na Itália e depois de 1574 em toda a Europa e em todo o mundo. Depois de muitas tribulações, os capuchinhos se tornaram uma ordem separada em 1619. O nome capuchinho refere-se à forma particular do capuz longo ou capuce; originalmente um apelido popular, tornou-se parte do nome oficial da Ordem, que agora existe em 106 países em todo o mundo, com cerca de 10 500 irmãos vivendo em mais de 1 700 comunidades (fraternidades, convênios).

### Segunda ordem

#### Damas Pobres
As Pobres Claras ou Clarissas, oficialmente a Ordem de Santa Clara, são membros de uma ordem contemplativa de freiras na Igreja Católica. Inicialmente chamadas como Damas Pobres, foram a segunda ordem franciscana a ser estabelecida. Fundadas pelos Santos Clara de Assis e Francisco de Assis no Domingo de Ramos no ano de 1212, elas foram organizadas segundo a Ordem dos Frades Menores (a primeira ordem) e antes da Terceira Ordem de São Francisco. Em 2011, havia mais de 20 mil freiras das Damas Pobres em mais de 75 países em todo o mundo. Elas seguem várias observâncias diferentes e são organizados em federações.

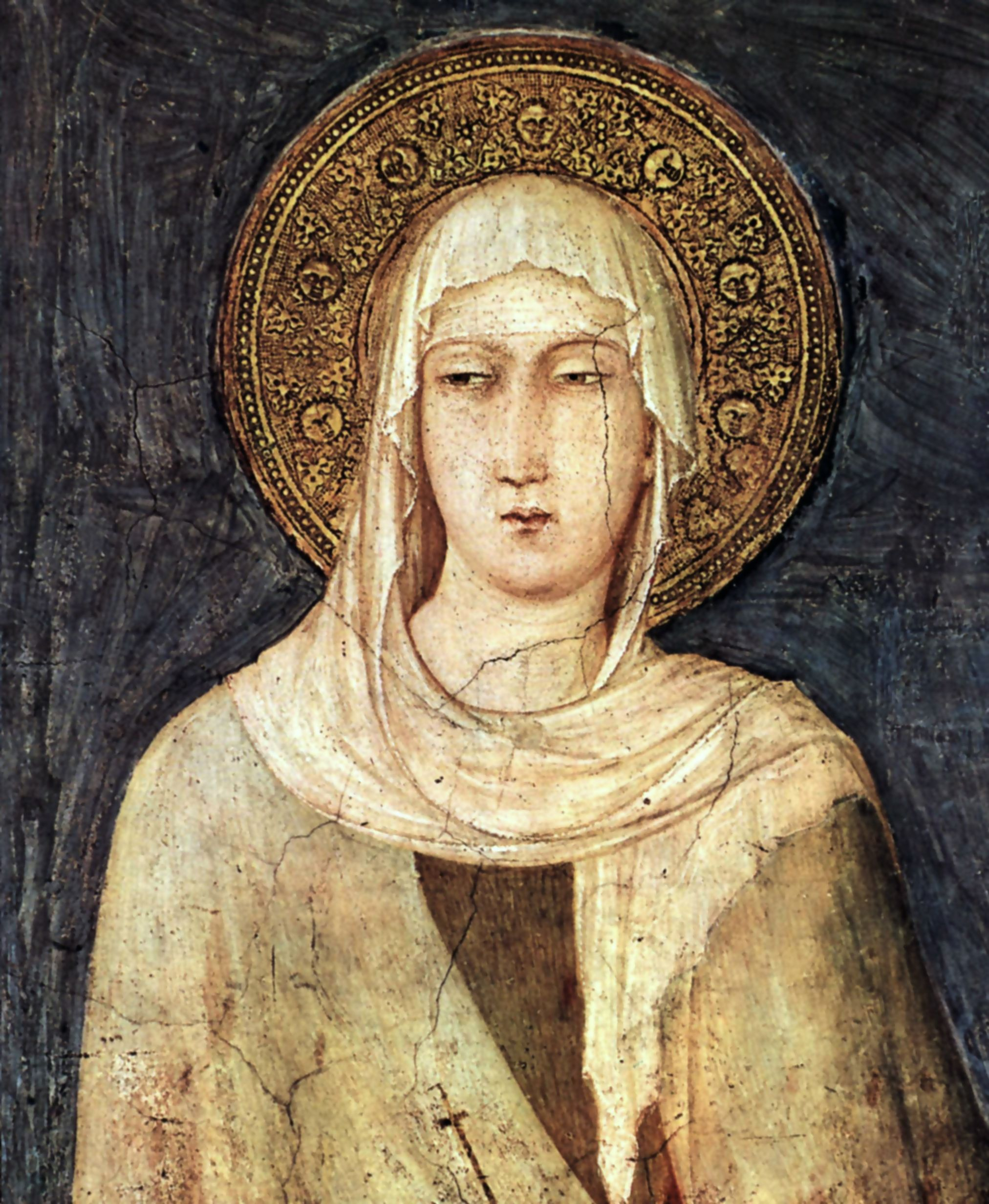
Clara de Assis (1194–1253), fundadora das Clarissas, em uma pintura de Simone Martini (1284–1344) na Basílica de São Francisco de Assis

As Pobres Claras seguem a Regra de Santa Clara, que foi aprovada pelo Papa Inocêncio IV no dia anterior à morte de Clara, em 1253. O ramo principal da Ordem (OSC) segue a observância do Papa Urbano. Outros ramos estabelecidos desde então, que operam sob suas próprias Constituições, são as Clarissas Coletinas (CC - fundada em 1410), as Clarissas Capuchinhas (OSC Cap. - fundada em 1538) e as Clarissas da Adoração Perpétua (PCPA - fundada em 1854).

### Terceira Ordem
Vários grupos contemporâneos remontam à Terceira Ordem de São Francisco (TOR), a Ordem Franciscana Secular, fundada por São Francisco. Eram pessoas que desejavam crescer em santidade em suas vidas diárias, sem entrar na vida monástica. Depois de fundar os Frades Menores e de perceber uma necessidade, Francisco criou a Ordem Franciscana Secular, também conhecida como Irmãos e Irmãs da Penitência.

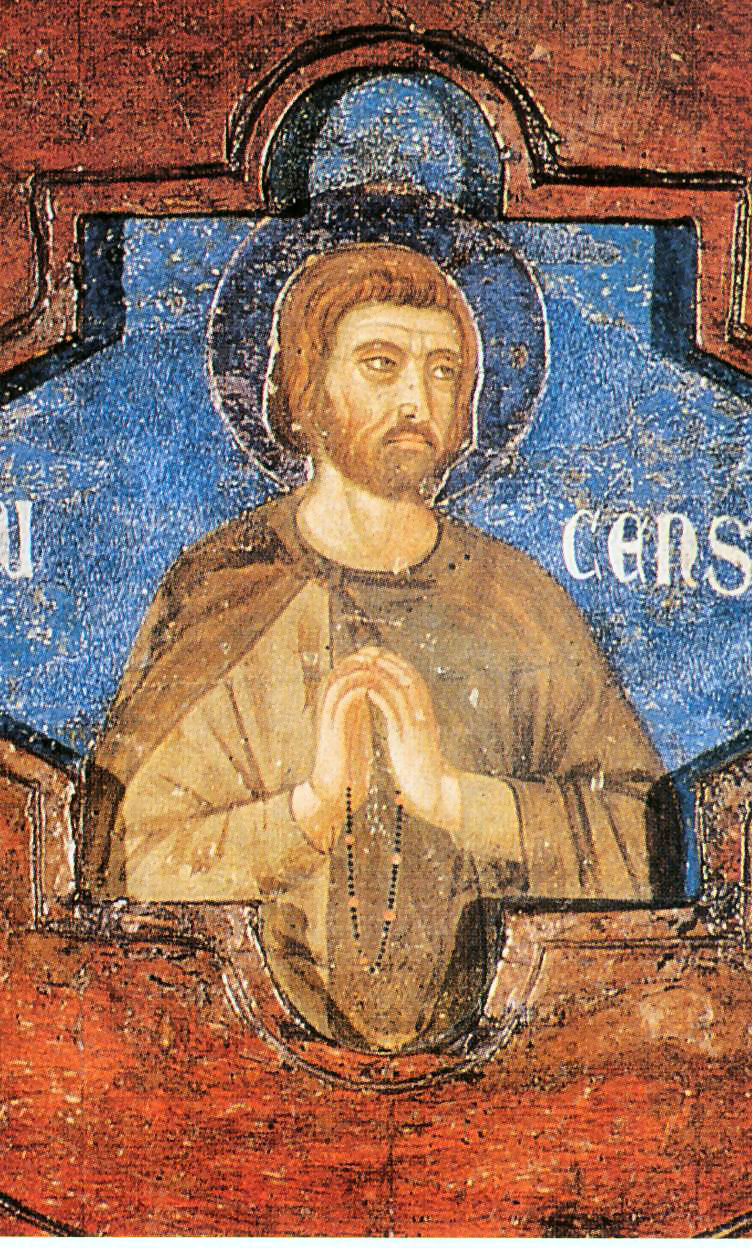
O Beato Luchesius Modestini, homenageado como o primeiro franciscano terciário

Durante sua vida, muitos homens e mulheres casados, e até clérigos e eremitas, foram atraídos pela visão de vida oferecida por Francisco, mas devido a seus compromissos de vida, eles não puderam entrar nos Frades Menores ou nas Clarissas. Por esse motivo, ele fundou um modo de vida ao qual homens e mulheres casados, bem como solteiros e o clero secular, podiam pertencer e viver de acordo com o Evangelho. De acordo com as tradições da Ordem, a regra original foi dada por São Francisco em 1221 a um casal, Luchesius Modestini e sua esposa Buonadonna, que desejavam segui-lo, mas não se sentiam chamados a se separar como casal.

#### Ordem Franciscana Secular
A Ordem Franciscana Secular, conhecida como a Terceira Ordem Secular de São Francisco antes de 1978, é uma ordem fundada por São Francisco em 1212 para irmãos e irmãs que não vivem em uma comunidade religiosa. Os membros da ordem continuam a viver vidas seculares, mas se reúnem regularmente para atividades fraternas. Somente nos Estados Unidos, existem 17 mil membros professos da ordem. Os membros da Ordem vivem de acordo com uma regra composta por São Francisco em 1221. A regra foi levemente modificada durante os séculos para ser adaptada aos tempos de mudança e substituída na virada do século XX pelo papa Leão XIII, ele próprio um membro da Ordem. Uma nova e atual regra foi aprovada pelo Papa Paulo VI em 1978, e a Terceira Ordem foi renomeada como Ordem Franciscana Secular. É uma organização internacional com seu próprio Ministro Geral sediada em Roma.

#### Terceira Ordem Regular

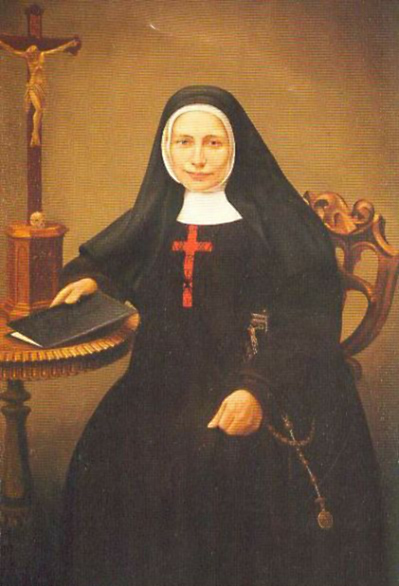
A Beata Madre Francisca Schervier (1819 a 1876) foi membro da Terceira Ordem de São Francisco e se tornou a fundadora das Irmãs Pobres de São Francisco, fundadas para servir os necessitados

Um século após a morte de São Francisco, os membros da Terceira Ordem começaram a viver em comum, na tentativa de seguir um modo de vida mais ascético. A Beata Ângela de Foligno (†1309) foi a principal entre aqueles que alcançaram grandes profundidades em suas vidas de oração e serviço aos pobres, enquanto viviam em comunidade com outras mulheres da Ordem.
Entre os homens, a Terceira Ordem Regular de São Francisco da Penitência foi formada em 1447 por um decreto papal que unia várias comunidades de eremitas seguindo a Regra da Terceira Ordem em uma única Ordem com seu próprio Ministro Geral. Hoje é uma comunidade internacional de frades que desejam enfatizar as obras de misericórdia e conversão em curso. A comunidade também é conhecida como Frades Franciscanos, TOR, e eles se esforçam para "reconstruir a Igreja" em áreas de ensino médio e superior, ministério paroquial, renovação de igrejas, justiça social, ministério no campus, capelanias hospitalares, missões estrangeiras e outros ministérios em lugares onde a Igreja é necessária.
Após o reconhecimento formal dos membros das comunidades religiosas terciárias, os séculos seguintes viram um crescimento constante de tais comunidades em toda a Europa. Inicialmente, as comunidades de mulheres adotavam uma forma monástica de vida, voluntariamente ou sob pressão de superiores eclesiásticos. A grande figura deste desenvolvimento foi Santa Jacinta Marescotti, TOR. À medida que a Europa entrava nos levantes da era moderna, surgiram novas comunidades capazes de se concentrar mais exclusivamente no serviço social, especialmente durante o período pós-napoleônico imediato que devastou grande parte da Europa Ocidental. Um exemplo disso é a Beata Francisca Schervier, SPSF.

#### Terceira Ordem Regular na América do Norte
Esse movimento continuou na América do Norte, quando várias congregações surgiram de uma costa para outra, em resposta às necessidades das grandes comunidades de emigrantes que estavam inundando as cidades dos Estados Unidos e do Canadá.
A Terceira Ordem Regular dos Irmãos dos Pobres de São Francisco de Assis, PCP, é uma comunidade ativa com sede nos Estados Unidos, com casas na Bélgica, Holanda, Alemanha e Brasil. Esses franciscanos se esforçam para viver uma vida integrada por meio da oração, da comunidade e do ministério aos jovens pobres, negligenciados e desfavorecidos, aos impotentes, às pessoas necessitadas e aos idosos. Os Irmãos dos Pobres vivem de acordo com seus votos de pobreza (vivendo um estilo de vida simples), castidade consagrada (amando a todos, não possuindo ninguém, esforçando-se sinceramente pela singeleza de coração, um modo celibatário de amar e ser amado) e obediência (a Deus, à comunidade, à Igreja e a si próprio). Os Irmãos dos Pobres também atendem pessoas com AIDS e pessoas que pedem ajuda, independentemente de sua religião ou de seu contexto socioeconômico. São professores, assistentes sociais, assistentes sociais, conselheiros, ministros pastorais, ministros de retiros, educadores religiosos e administradores de escolas, além de outras tarefas.
Os Terciários Regulares, oficialmente a Terceira Ordem Regular de São Francisco da Penitência, que administra a Universidade Franciscana de Steubenville, seguem uma regra aprovada pelo Papa Leão X. Hoje, este grupo está presente em 17 países: Itália, Croácia, Espanha, França, Alemanha, Áustria, EUA, Índia, Sri Lanka, África do Sul, Brasil, Paraguai, México, Peru, Suécia, Bangladesh e Filipinas.

#### Irmãos e Irmãs da Penitência de São Francisco

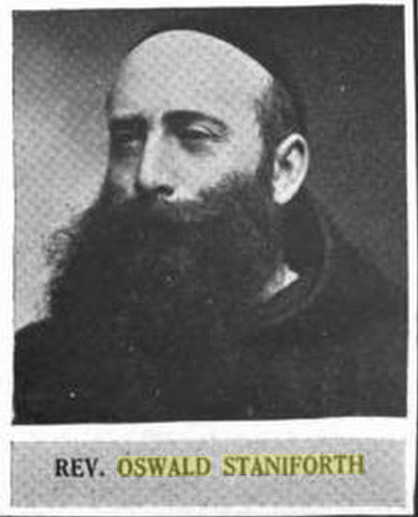
Oswald Staniforth, um frade do século XIX

Os Irmãos e Irmãs da Penitência de São Francisco é uma confraria particular da Igreja Católica Romana cujos membros se esforçam para modelar suas vidas de acordo com os Estatutos da Regra Primitiva da Terceira Ordem de São Francisco, que foi escrita para leigos em 1221 por São Francisco de Assis. No momento, existem várias centenas de membros nos Estados Unidos e outras centenas em todo o mundo. A ordem foi originalmente iniciada em 1996 por membros da Arquidiocese de St. Paul, em Minnesota.

#### Outros terciários
- Em 1435, São Francisco de Paula fundou os "Eremitas Pobres de São Francisco de Assis", mais tarde conhecidos como "Eremitas da Ordem dos Mínimos", e depois renomeou a "Ordem dos Mínimos" em 1506 pelo Papa Júlio II. Há frades mendicantes, freiras contemplativas e terciários leigos.
- A Sociedade da Penitência, também conhecida como Frades Graymoor e Irmãs Graymoor, começou em 1898 como uma comunidade religiosa na Igreja Episcopal e entrou em união com a Santa Sé em 1909.
- Os Frades Franciscanos da Imaculada começaram em 1970 e se tornaram um instituto com Direito Pontifício em 1998. Nesse mesmo ano, as Irmãs Franciscanas da Imaculada também se tornaram um instituto de Direito Pontifício. Há também Irmãs Franciscanas da Imaculada de Terceira Ordem, uma ramificação das Terciárias Franciscanas da Imaculada.

### Outras organizações franciscanas
- A Comunidade dos Frades Franciscanos da Renovação começou em 1987 e as Irmãs Franciscanas da Renovação em 1988.
- Os Missionários Franciscanos da Palavra Eterna começaram em 1987 e agora são uma Associação Clerical Pública dos Fiéis.
- A Franciscans International (Franciscanos Internacionais)[43] é uma organização não governamental (ONG) com status consultivo geral nas Nações Unidas, unindo as vozes de irmãos e irmãs franciscanos de todo o mundo. Ela opera sob o patrocínio da Conferência da Família Franciscana (CFF) e atende a todos os franciscanos e à comunidade global, trazendo franciscanos de base para os fóruns das Nações Unidas na cidade de Nova Iorque e Genebra. Ela traz os valores espirituais e éticos dos franciscanos às Nações Unidas e organizações internacionais.
- Fraternidade de Aliança Toca de Assis, é uma fraternidade franciscana que tem como carisma a Adoração ao Santíssimo Sacramento, e o Amor aos pobres abandonados de rua, fundada pelo Padre Roberto, em 1994 na cidade de Campinas.

### Outras tradições cristãs
Um dos resultados do Movimento de Oxford na Igreja Anglicana durante o século XIX foi o restabelecimento de ordens religiosas, incluindo algumas de inspiração franciscana. As principais comunidades anglicanas na tradição franciscana são a Comunidade de São Francisco (mulheres, fundada em 1905), as Pobres Claras da  Reparação (PCR), a Sociedade de São Francisco (homens, fundada em 1934) e a Comunidade de Santa Clara. (mulheres, fechadas). Há também uma Terceira Ordem conhecida como Sociedade da Terceira Ordem de São Francisco (TSSF).
A Comunidade de Francisco e Clara (CFC) é uma ordem fundada nos EUA na comunhão mundial anglicana, uma vida franciscana de expressão aberta, inclusiva e contemporânea por parte dos frades anglicanos.
Há também uma ordem de Irmãs de Santa Clara na área de Puget Sound, no Estado de Washington (Diocese de Olympia), as Irmãzinhas de Santa Clara.
Existem também algumas pequenas comunidades franciscanas no protestantismo europeu e na antiga igreja católica. Existem algumas ordens franciscanas nas igrejas luteranas, incluindo a Ordem dos Franciscanos Luteranos, a Irmandade Evangélica de Maria e a Evangelische Kanaan Franziskus-Bruderschaft (Irmãos Franciscanos Kanaan). Além disso, existem associações de inspiração franciscana não conectadas com a tradição cristã dominante e que se descrevem como ecumênicas ou dispersas.

## Características distintivas

### Espiritualidade
A teologia franciscana está de acordo com a doutrina mais ampla da Igreja Católica, mas envolve várias ênfases únicas. Os teólogos franciscanos vêem a criação, o mundo natural, como bom e alegre, e evitam se deter na "mancha do pecado original". São Francisco expressou grande afeição pelos animais e objetos naturais inanimados como companheiros habitantes da criação de Deus, em sua obra Cântico das Criaturas. Ênfase especial é dada à Encarnação de Cristo, vista como um ato especial de humildade, conforme Francisco ficou impressionado pela grande caridade de Deus em sacrificar seu filho pela salvação do homem; eles também exibem grande devoção à Eucaristia. A Regra de São Francisco apela aos membros para que pratiquem uma vida simples e desapego dos bens materiais emulando a vida e o ministério terrestre de Jesus. O estilo de vida simples ajuda os membros da ordem, em qualquer ramo, a experimentar a solidariedade com os pobres e a trabalhar pela justiça social. A espiritualidade franciscana também enfatiza fortemente o trabalho para preservar a Igreja e permanecer leal a ela.

### Visões e estigmas

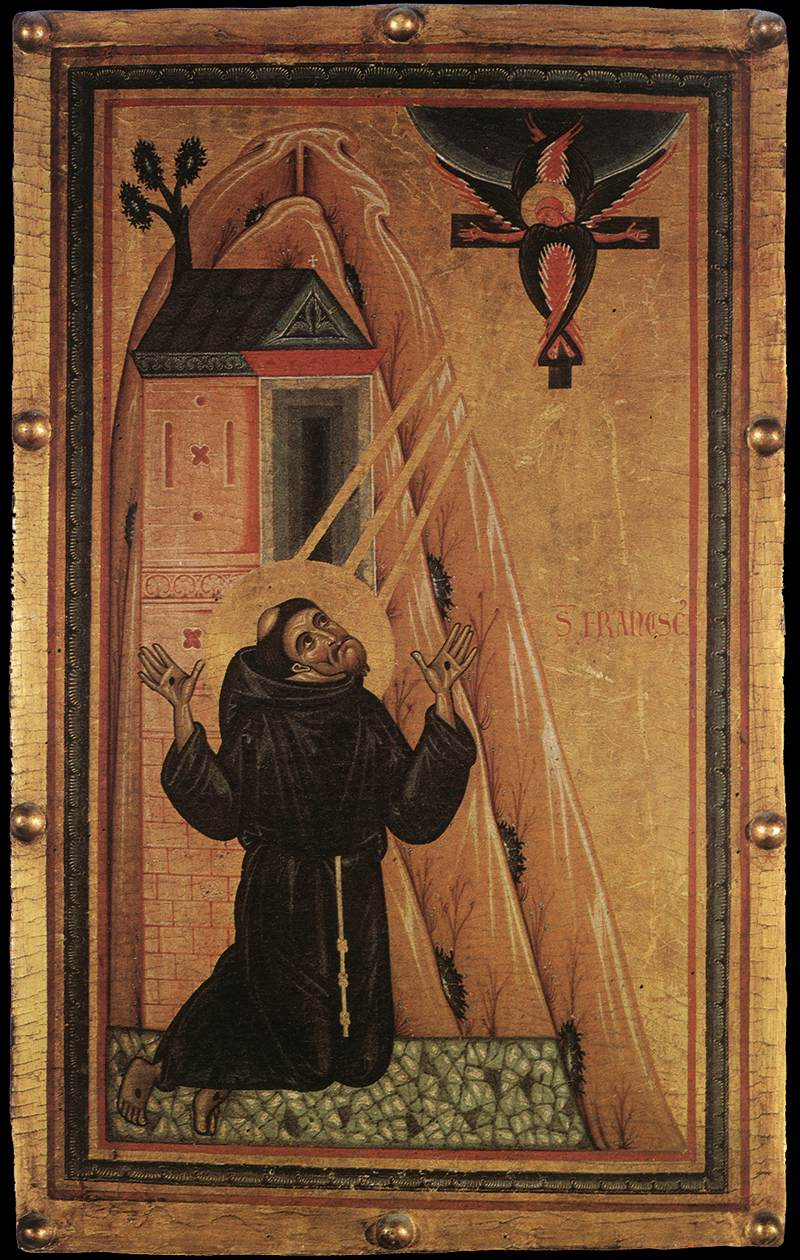
A estigmatização de São Francisco

Entre os religiosos católicos, os franciscanos relataram proporções mais altas de estigmas e reivindicaram proporções mais altas de visões de Jesus e Maria. São Francisco de Assis foi um dos primeiros casos relatados de estigmas, e talvez o estigmático mais famoso dos tempos modernos seja São Padre Pio, um capuchinho, que também relatou visões de Jesus e Maria. Os estigmas de Pio persistiram por mais de cinquenta anos e ele foi examinado por inúmeros médicos no século XX, que confirmaram a existência das feridas, mas nenhum dos quais poderia produzir uma explicação médica para o fato de que suas feridas sangrentas ficariam infectadas. Segundo a Encyclopædia Britannica, suas feridas cicatrizaram uma vez, mas reapareceram. De acordo com a Columbia Encyclopedia algumas autoridades médicas que examinaram as feridas de Padre Pio estavam inclinadas a acreditar que os estigmas estavam relacionados à histeria nervosa ou cataléptica. De acordo com Answers.com, as feridas foram examinadas por Luigi Romanelli, médico chefe do Hospital Municipal de Barletta, por cerca de um ano; Giorgio Festa, médico particular que os examinou em 1920 e 1925; Giuseppe Bastianelli, médico do Papa Bento XV, que concordou que as feridas existiam, mas não fez outro comentário; e o patologista Amico Bignami, que também observou as feridas, mas não fez diagnóstico.

### Contribuições para estudos bíblicos

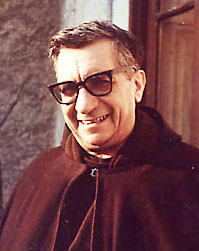
Gabriele Allegra (1907–1976) do Studium Biblicum Franciscanum

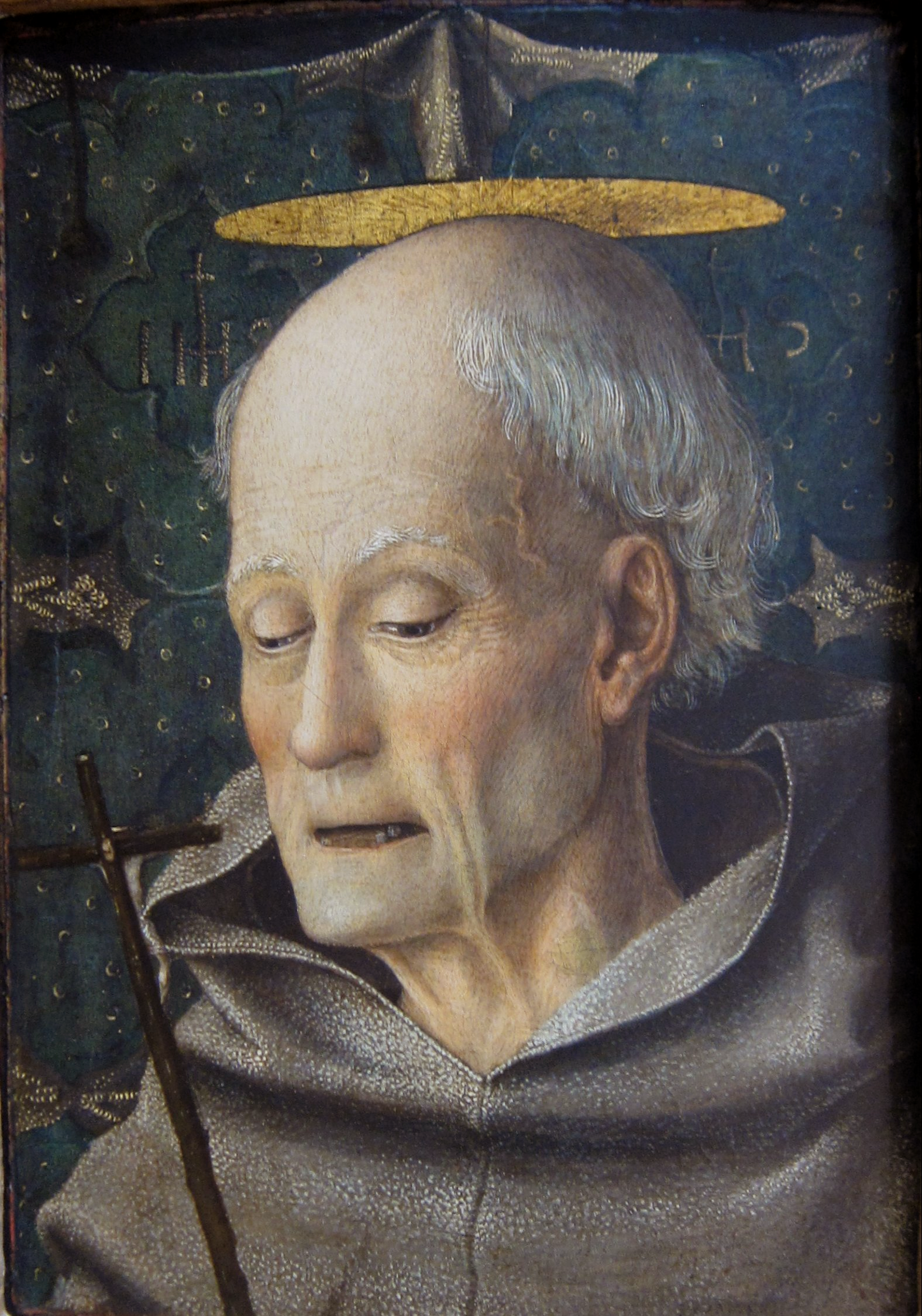
Bernardino de Siena (1380-1440), pintado por Jacopo Bellini (c. 1400–1470)

Os franciscanos estabeleceram o Studium Biblicum Franciscanum (Estúdio Bíblico Franciscano) como uma sociedade acadêmica sediada em Jerusalém e Hong Kong para o estudo das escrituras. A filial de Hong Kong fundada pelo Beato Gabriele Allegra produziu a primeira tradução completa da Bíblia Católica em chinês em 1968, após um esforço de 40 anos. A Versão do Studium Biblicum é frequentemente considerada a Bíblia chinesa entre os católicos.
Os primeiros esforços de outro franciscano, Giovanni di Monte Corvino, que havia tentado uma primeira tradução da Bíblia em Pequim no século XIV, forneceram a centelha inicial do empreendimento de 40 anos de Gabriele Allegra, quando aos 21 anos de idade aconteceu de ele participar da celebração do sexto centenário de Monte Corvino.

### Membros notáveis

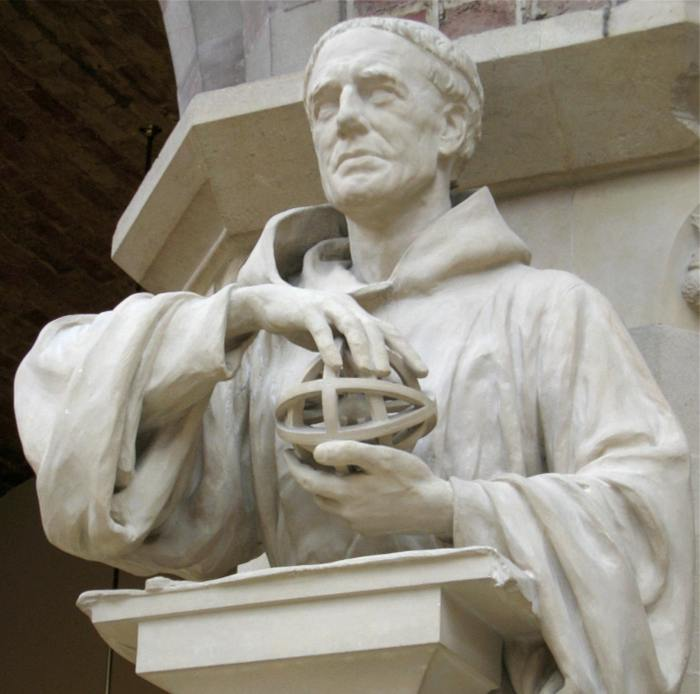
Roger Bacon (c. 1214–1294), estátua do século XIX no Museu de História Natural da Universidade de Oxford

A ordem franciscana possui vários membros ilustres. Desde o seu primeiro século, podem ser citados os três grandes escolásticos Alexandre de Hales, Boaventura e João Duns Escoto, o "Doutor das Maravilhas" Roger Bacon, e os conhecidos autores místicos e pregadores populares Davi de Augsburgo e Bertoldo de Regensburgo.
Durante a Idade Média, destacaram-se os membros de Nicolau de Lira, o comentarista bíblico Bernardino de Siena,  o filósofo Guilherme de Ockham, os pregadores João de Capistrano, Oliver Maillard e Michel Menot, e os historiadores Luke Wadding e Antoine Pagi.
No campo da arte cristã, durante a Idade Média, o movimento franciscano exerceu considerável influência, especialmente na Itália. A influência dos ideais franciscanos se manifesta em vários grandes pintores dos séculos XIII e XIV, especialmente Cimabue e Giotto, que, embora não fossem frades, eram filhos espirituais de Francisco em sentido mais amplo; também é vista nas obras-primas plásticas deste último, bem como nas concepções arquitetônicas de si próprio e de sua escola. O estilo gótico italiano, cujo primeiro monumento importante é a grande igreja do convento em Assis (construída entre 1228 e 1253), era cultivado como regra principalmente por membros da ordem ou homens sob sua influência.
A poesia espiritual inicial da Itália foi parcialmente inspirada pelo próprio Francisco, que foi seguido por Tomás de Celano, Boaventura e Jacopone da Todi. Por meio de uma tradição que o considerava membro da Terceira Ordem Franciscana, até Dante pode ser incluído nessa tradição artística (cf. especialmente Paradiso, xi. 50).
Outros membros famosos da família franciscana incluem Antônio de Pádua, François Rabelais, Alexandre de Hales, Giovanni da Pian del Carpini, Pio de Pietrelcina, Maximilian Kolbe, Pasquale Sarullo, Mamerto Esquiú, Gabriele Allegra, Junipero Serra, Padre Simpliciano da Natividade, Mychal F. Juiz, Frei Angelico Chavez, Anton Docher, Joseph de Cupertino, Benedict Groeschel e Leonard de Port Maurice.
Durante a "conquista espiritual" da Nova Espanha, 1523-1572, a chegada do primeiro grupo de franciscanos, os Doze Apóstolos do México, incluiu Fray Martín de Valencia, mas mais proeminente por seu corpus de escritos nos primeiros anos foi Fray Toribio de Benavente Motolinia. Outros franciscanos importantes são Frei Alonso de Molina, Frei Andrés de Olmos e Frei Bernardino de Sahagún, que criaram textos em língua indígena de Nahuatl para ajudar os frades na evangelização do México. Frei Geronimo de Mendieta, Frei Augustin de Vetancourt e Frei Juan de Torquemada são importantes colaboradores da história dos franciscanos no México central.

## Papas franciscanos
| Papa         | Ramo        | Nascimento             | Início                  | Término                 | Duração do pontificado |
| ------------ | ----------- | ---------------------- | ----------------------- | ----------------------- | ---------------------- |
| Nicolau IV   | O.F.M.      | 30 de setembro de 1227 | 22 de fevereiro de 1288 | 4 de abril de 1292      | 4 anos, 42 dias        |
| Sisto IV     | O.F.M. Conv | 21 de julho de 1414    | 9 de agosto de 1471     | 12 de agosto de 1484    | 13 anos, 3 dias        |
| Júlio II     | O.F.M.      | 5 de dezembro de 1443  | 1 de novembro de 1503   | 20 de fevereiro de 1513 | 9 anos, 113 dias       |
| Sisto V      | O.F.M. Conv | 13 de dezembro de 1521 | 24 de abril de 1585     | 27 de agosto de 1590    | 5 anos, 125 dias       |
| Clemente XIV | O.F.M. Conv | 31 de outubro de 1705  | 19 de maio de 1769      | 22 de setembro de 1774  | 5 anos, 126 dias       |
| Pio IX       | O.F.S.      | 13 de maio de 1792     | 16 de junho de 1846     | 7 de fevereiro de 1878  | 31 anos, 236 dias      |
| Leão XIII    | O.F.S.      | 2 de março de 1810     | 20 de fevereiro de 1878 | 20 de julho de 1903     | 25 anos, 150 dias      |
| Pio X        | O.F.S.      | 2 de junho de 1835     | 4 de agosto de 1903     | 20 de agosto de 1914    | 11 anos, 16 dias       |
| Bento XV     | O.F.S.      | 21 de novembro de 1854 | 3 de setembro de 1914   | 22 de janeiro de 1922   | 7 anos, 141 dias       |
| Pio XI       | O.F.S.      | 31 de maio de 1857     | 6 de fevereiro de 1922  | 10 de fevereiro de 1939 | 17 anos, 4 dias        |
| João XXIII   | O.F.S.      | 25 de novembro de 1881 | 28 de outubro de 1958   | 3 de junho de 1963      | 4 anos, 218 dias       |

### Primeira ordem
- Ordem dos Frades Menores (Site oficial)
- Ordem dos Frades Menores Capuchinhos (Site oficial)
- Ordem dos Frades Menores Conventuais (Site Oficial)

### Segunda ordem
- Ordem de Santa Clara (Site Oficial)

### Terceira ordem
- Ordem Franciscana Secular (Site Oficial)
- Terceira Ordem Regular de São Francisco da Penitência (Site Oficial)

### Recursos de pesquisa
- Guia on-line da coleção de microfilmes da Academia de História Franciscana Americana, 1526–1972, The Bancroft Library
- Autores franciscanos, séculos XIII a XVIII
- Digital Franciscans - extensa lista de recursos franciscanos da Internet
- Documentos de Luke Wadding: correspondência relativa ao P. Luke Wadding OFM e aos Frades Menores Irlandeses no St. Isidore's College, Roma, sobre questões políticas e eclesiásticas; e a respeito de seus interesses como historiador da Ordem Franciscana. Uma coleção da UCD Digital Library.
- Lewis E 253 Manuscrito de evangelista e prebendário das ordens menores na OPenn
- Lewis E 258 Vida de São Francisco e seus companheiros na OPenn
- 14 Regulae ordinis fratrum minorum Franciscani etc. na OPenn

### Mídia
Greyfriars and Blackfriars, discussão da BBC Radio 4 com Henrietta Leyser, Anthony Kenny e Alexander Murray (In Our Time, 10 de novembro de 2005)